# Burkina Fasos administrativa indelning
Burkina Faso är indelat i 17 regioner, 47 provinser och 351 departement. Departementen fungerar samtidigt som kommuner.

## Regioner

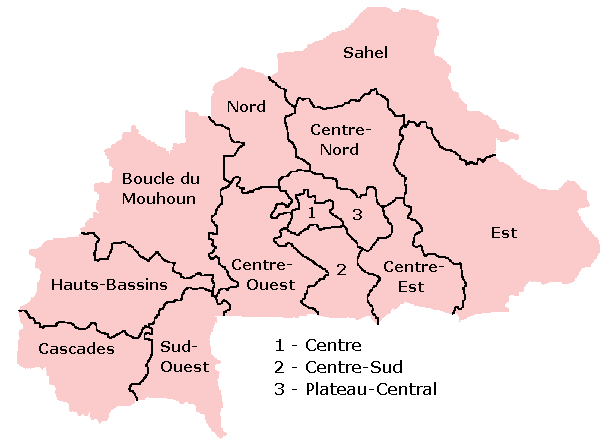
Burkina Fasos regioner.

Regionerna är (med huvudorterna inom parentes):
- Boucle du Mouhoun (Dédougou)
- Cascades (Banfora)
- Centre (Ouagadougou)
- Centre-Est (Tenkodogo)
- Centre-Nord (Kaya)
- Centre-Ouest (Koudougou)
- Centre-Sud (Manga)
- Est (Fada N'Gourma)
- Hauts-Bassins (Bobo-Dioulasso)
- Nord (Ouahigouya)
- Plateau-Central (Ziniaré)
- Sahel (Dori)
- Sud-Ouest (Gaoua)

## Provinser

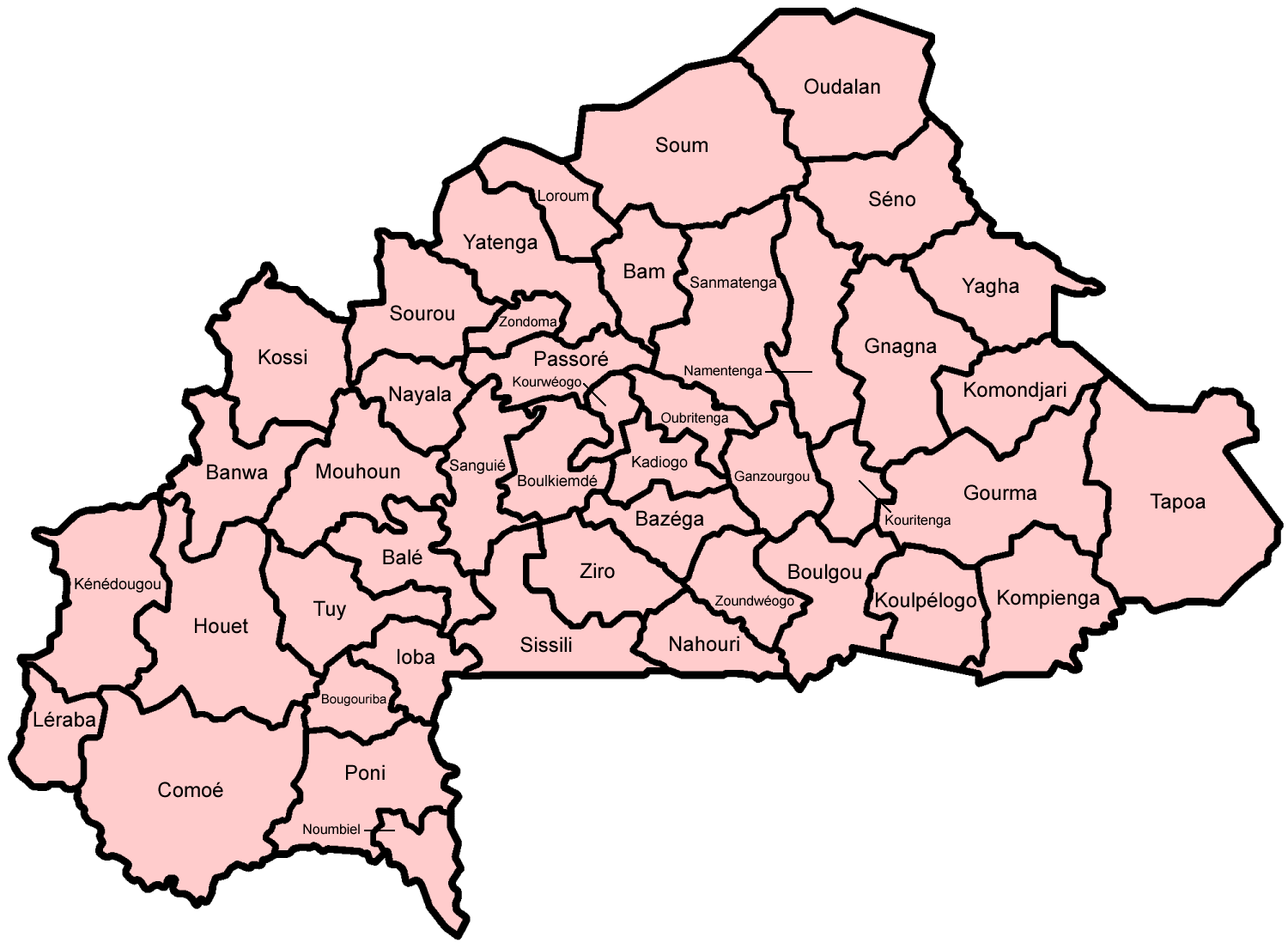
Burkina Fasos provinser.

- Balé
- Bam
- Banwa
- Bazèga
- Bougouriba
- Boulgou
- Boulkiemdé
- Comoé
- Ganzourgou
- Gnagna
- Gourma
- Houet
- Ioba
- Kadiogo
- Kénédougou
- Komondjari
- Kompienga
- Kossi
- Koulpélogo
- Kouritenga
- Kourwéogo
- Léraba
- Loroum
- Mouhoun
- Namentenga
- Nahouri
- Nayala
- Noumbiel
- Oubritenga
- Oudalan
- Passoré
- Poni
- Sanguié
- Sanmatenga
- Séno
- Sissili
- Soum
- Sourou
- Tapoa
- Tuy
- Yagha
- Yatenga
- Ziro
- Zondoma
- Zoundwéogo